# لیکوی جنگلی
لیکوی جنگلی (به انگلیسی: jungle babbler) (نام علمی: Turdoides striata) نام یک گونه از سردهٔ لیکوها است که در شبه‌قارهٔ هند یافت می‌شود. آنها پرندگان اجتماعی هستند که در گروه‌های شش‌تایی تا ده‌تایی به دنبال غذا می‌گردند. آنها به نام‌های «هفت خواهر» یا «ساد چای» که در زبان محلی بنگالی به معنی هفت برادر است نیز معروف هستند.
تولیدمثل و تکثیر لیکوی جنگلی در بیشتر قسمت‌های شبه‌قاره هند رایج است و اغلب در بوستان‌های شهرهای بزرگ به اندازهٔ جنگل‌ها دیده می‌شوند. در گذشته لیکوی نک‌نارنجی یک نژاد از لیکوی جنگلی به حساب می‌آمد اما بعدها به عنوان یک گونه از لیکوها شناخته شد.

## ویژگی‌ها

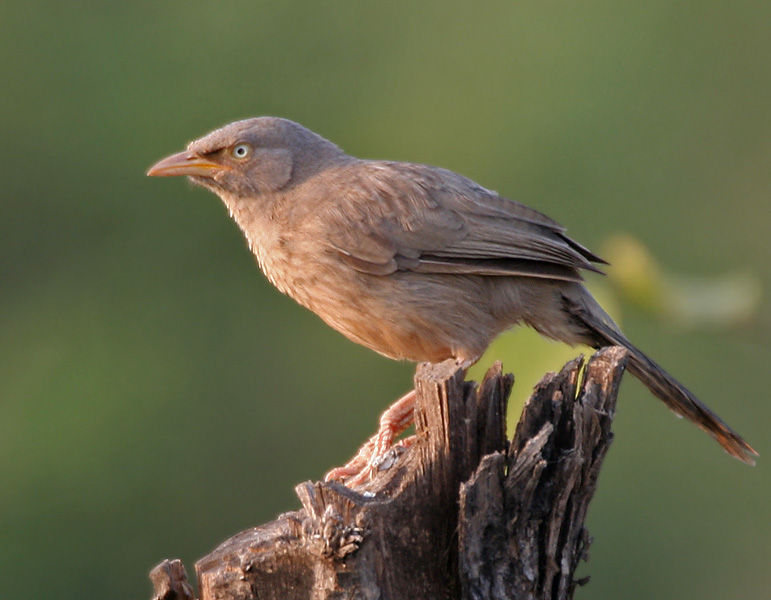
یک لیکوی جنگلی در مناطق شرقی کاوال در هند

زیستگاه لیکوی جنگلی در جنگل و زمین‌های کشاورزی است. این گونه از لیکوها مانند بسیاری از لیکوها مهاجرت نمی‌کنند، دارای بال‌های گرد کوتاه هستند و قدرت پروازی خوبی ندارند. جنس نر و ماده شبیه به هم هستند و دارای رنگ خاکستری همراه با خرمایی و نوک زرد رنگ هستند که همین باعث اشتباه گرفتن آنها با لیکوی نک‌زرد بومی شبه‌جزیرهٔ هند و سری‌لانکا می‌شود. قسمتهای بالایی این پرنده معمولاً در سایه کمی تیره‌تر است و روی گلو و سینهٔ آنها خال‌هایی وجود دارد. آنچه که لیکوی جنگلی را از لیکوی سرسفید متمایز میکند قسمت تیرهٔ بین چشم‌های آنها و هم‌چنین عدم وجود تاج منعکس کنندهٔ نور است. اگرچه صدای این دو گونه متفاوت از یکدیگر است. صدای لیکوی جنگلی خشن و تیز بوده و با استفاده از بینی‌اش تولید می‌شود در حالی که صدای لیکوی سرسفید از بازهٔ شنوایی انسان خارج است. لیکوی خاکستری بزرگ نیز گونه‌ای شبیه به لیکوی جنگلی است که در مناطق شهری یافت می‌شود البته با این تفاوت که این گونه دم بلندی دارد که این دم دارای پرهایی سفید رنگ است.
لیکوی جنگلی در دسته‌های هفت‌تایی تا ده‌تایی یا بیشتر زندگی میکند. این پرنده بسیار پرسروصدا است و به‌طورکلی صدای یک گروه از آنها ممکن است از فاصله‌های دور به صورت صدایی جیرجیر مانند و زننده و خشن شنیده شود.

## آرایه‌شناسی و رده‌بندی
این گونه در سال ۱۸۲۳ میلادی با نام کاسیفوس استریاتوس و براساس یک نمونهٔ آزمایشی از بنگلادش مورد بحث قرار گرفته و توصیف شد. نژاد پیشین روفوشنس سریلانکایی به عنوان یک گونهٔ کامل در نظر گرفته می‌شود.
زیرگونه‌های لیکوهای جنگلی عبارتند از:
- استریاتا (دمونت دیساینت کرویکس، ۱۸۲۳ میلادی)
- سامرویل ( سایکس، ۱۸۳۲ میلادی)
- مالاباریکا (جردن، ۱۸۴۵ میلادی)
- اوریانتالیس (جردن، ۱۸۴۵ میلادی)
- سیندیانا (تایسهرست، ۱۹۲۰ میلادی)